# ماگینسک
ماگینسک (انگلیسی: Maginsk) یک شهرک در شهرستان کاراایدلسکی استان باشقیرستان کشور روسیه است.